# Victor Samnick
Victor Emmanuel Samnick (Douala, 10 dicembre 1979) è un ex cestista camerunese con cittadinanza francese.

## Palmarès

### Squadra
- Campionato francese: 2

Nancy: 2007-08, 2010-11
- Semaine des As: 1

ASVEL: 2010
- Match des Champions: 2

Nancy: 2008, 2011

### Individuale
- MVP Match des champions:1

Nancy: 2008